# Grylloblatta campodeiformis
Grylloblatta campodeiformis är en insektsart som beskrevs av Edmund Murton Walker 1914. 
Grylloblatta campodeiformis ingår i släktet Grylloblatta och familjen Grylloblattidae.

## Bildgalleri

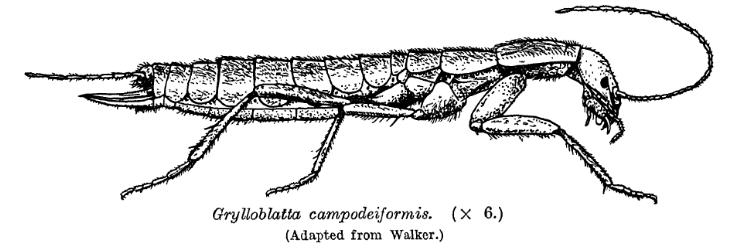

## Underarter
Arten delas in i följande underarter:
- Grylloblatta campodeiformis campodeiformis
- Grylloblatta campodeiformis athapaska
- Grylloblatta campodeiformis nahanni